# Grosotto
Grosotto är en ort och kommun i provinsen Sondrio i regionen Lombardiet i Italien. Kommunen hade 1 622 invånare (2018).